# Trompartjärnen
Trompartjärnen är en sjö i Härjedalens kommun i Härjedalen och ingår i Ljusnans huvudavrinningsområde. Sjön har en area på 0,0531 kvadratkilometer och ligger 567,6 meter över havet.

## Delavrinningsområde
Trompartjärnen ingår i det delavrinningsområde (683800-141723) som SMHI kallar för Ovan Tandsjön. Medelhöjden är 544 meter över havet och ytan är 20,02 kvadratkilometer. Räknas de 7 avrinningsområdena uppströms in blir den ackumulerade arean 165,27 kvadratkilometer. Sexan som avvattnar avrinningsområdet har biflödesordning 3, vilket innebär att vattnet flödar genom totalt 3 vattendrag innan det når havet efter 307 kilometer. Avrinningsområdet består mestadels av skog (80 procent). Avrinningsområdet har 0,05 kvadratkilometer vattenytor vilket ger det en sjöprocent på 0,3 procent.